# Andreas Umland
Andreas Umland (Jena, 1967) è un politologo tedesco che studia la storia contemporanea della Russia e dell'Ucraina come pure le transizioni di regime.
È autore di numerose pubblicazioni sull'estrema destra post-sovietica, sul decentramento municipale, sul fascismo europeo, sull'istruzione superiore post-comunista, sulla geopolitica dell'Europa orientale, sul nazionalismo ucraino e russo, sui conflitti nel Donbass ed in Crimea, così come sulle politiche di vicinato e di allargamento dell'UE. È un esperto senior presso l'Istituto Ucraino per il Futuro a Kiev e un ricercatore presso l'Istituto Svedese per Affari Internazionali a Stoccolma. Vive a Kiev, e insegna come professore Aasociato di politica all'Università nazionale di Kyiv Mohyla. Nel 2005-2014, è stato coinvolto nella creazione di un nuovo programma di master in Studi tedeschi ed europei amministrato congiuntamente dal Kyiv Mohyla e dall'Università di Jena.

## Biografia
Nato nel 1967 nella città di Jena, Turingia, Germania dell'Est, Umland ha studiato alla scuola superiore speciale Erich Weinert che prepara agli studi da insegnante di russo (Spezialoberschule zur Vorbereitung auf das Russischlehrerstudium, EWOS) a Wiesenburg, Mark Brandenburg, nel 1981-1985. Ha studiato russo, giornalismo, storia e politica all'Università Karl Marx di Lipsia nel 1989-1990 (Traduttore certificato dallo Stato / Staatlich geprüfter Übersetzer), all'Università libera di Berlino nel 1990-1992 e nel 1994-1995 (Istituto Otto Suhr, Diploma di Scienze Politiche / Diplom-Politologe), all'Università di Oxford nel 1992-1994 (St. Cross College, laurea magistrale di filosofia in studi russi e dell'Europa orientale M.Phil.) ed all'Università di Stanford nel 1996-1997 (laurea magistrale in scienze politiche A.M.), con borse di studio della Fondazione Friedrich Ebert, Foreign and Commonwealth Office, Servizio Tedesco per lo scambio accademico (DAAD), e Fondazione tedesca per le borse di studio accademiche (ERP-Stipendienprogramm der Studienstiftung des Deutschen Volkes).
Nel 1999, ha ricevuto il dottorato di ricerca in Filosofia e storia presso l'Università Libera di Berlino (Friedrich Meinecke Institute), con una tesi sull'ascesa di Vladimir Zhirinovsky nella Politica della Federazione Russa (NaFöG Scholarship of the Land Berlin). Nel 2008, ha ricevuto un dottorato di ricerca di Filosofia nella sezione politica dall'Università di Cambridge (Trinity College / Facoltà di Scienze Sociali e Politiche), con una tesi sulla "società incivile" russa post-sovietica (Kurt Hahn Trust borsa di studio).
È stato un collaboratore della NATO presso la Hoover Institution di Stanford su guerra, rivoluzione e pace nel 1997-1999, e un collaboratore Thyssen presso il Centro Weatherhead per gli affari internazionali di Harvard e Centro Davis per gli studi russi, nel 2001-2002. Ha insegnato come un Docente ospite del progetto di educazione civica e della Fondazione Bosch, presso la Facoltà di Relazioni Internazionali dell'Università di stato degli Urali A. M. Gor'kij, nel 1999–2001, e il Dipartimento di Scienze Politiche dell'Università Nazionale di Kyiv Mohyla Accademia, nel 2002–2003. Nel gennaio-dicembre 2004, ha ricoperto il ruolo di docente temporaneo di studi russi e dell'Europa orientale all'Università di Oxford, e quello di membro del St. Antony’s College Oxford. Umland è stato un docente del Servizio Tedesco per lo scambio accademico (DAAD) presso l'Istituto di Relazioni Internazionali dell'Università nazionale Taras Ševčenko di Kiev, nel 2005–2008, e presso il Dipartimento di Scienze Politiche di Kyiv Mohyla Accademia, nel 2010–2014. Nel 2008-2010, Umland ha ricoperto il ruolo di docente senior (Akademischer Rat) di storia dell'Europa orientale contemporanea presso la facoltà di studi storici e sociali dell'Università Cattolica di Eichstätt-Ingolstadt in Bavaria, e, nel 2019-2021, di professore aggiunto (Lehrbeauftragter) di affari post-sovietici presso l'Istituto di scienze politiche dell'Università Friedrich Schiller di Jena.
Nel 2014 è diventato un ricercatore senior presso l'Istituto per la cooperazione euro-atlantica (Ukr.: IEAS) a Kiev, nel 2019, un ricercatore non permanente presso il Centro per la politica europea dell'Istituto di relazioni internazionali (Czech: UMV) a Praga, e, nel 2020, un esperto senior presso il Programma di studi europei, regionali e russi dell'Istituto Ucraino per il Futuro (Ukr.: UIM) a Kyiv e un ricercatore presso il programma per la Russia e l'Eurasia nell'Istituto Svedese per Affari Internazionali (Swed.: UI) a Stoccolma.

## Partecipazione
Umland è un membro del
- Consiglio di amministrazione del Centro accademico Boris Nemtsov per gli studi sulla Russia a Praga,[8]
- Consiglio di amministrazione di COMFAS - Associazione internazionale di studi comparati sul fascismo a Budapest,[9]
- Consigliere della NGO "Diritti in Russia" a Somerset, Regno Unito,[10]
- Consiglio dei consiglieri del Centro di ricerca Andrei Sakharov per lo sviluppo democratico a Kaunas,[11]
- Circolo degli amici della piattaforma tedesco-ucraina "Kyiv Dialogue"a Berlino,[12]
- KomRex - Il centro di studi sull'estremismo di destra, l'educazione alla democrazia e l'integrazione sociale a Jena, e[13]
- Club di discussione Valdai a Mosca.[14]

## Editore
Umland è stato il fondatore e l'editore principale della serie di libri accademici "Politica e società sovietica e post-sovietica" (est. nel 2004) così come il fondatore e il collezionista della serie di libri “Voci Ucraine”(est. nel 2019) pubblicata da ibidem-Verlag a Stuttgart / Hannover e distribuita dalla Columbia University Press. Dal 2008, è co-editore della rivista web russa con sede in Baviera "Forum per la storia e la cultura dell'Europa orientale contemporanea" (Forum for Contemporary East European History and Culture).
È membro dei comitati editoriali della serie di libri "Esplorazioni dell'estrema destra", della “Rivista di politica e società sovietica e post-sovietica” e “Forum für osteuropäische Ideen- und Zeitgeschichte“ (Forum per le idee dell'Europa orientale e la storia contemporanea)  pubblicati da ibidem-Verlag a Stuttgart / Hannover,"Fascismo: Rivista di studi comparati sul fascismo" (Brill Publishers, Leiden, e NIOD, Amsterdam), "Giornale di scienze politiche CEU" (Central European University, Budapest), così come "Il giornale di ideologia e politica" (Fondazione Good Politics, Kyiv).